# Cosmic Wink
Cosmic Wink — третий студийный альбом американской инди-фолк исполнительницы и автора песен Джесс Уильямсон, изданный 11 мая 2018 года на лейбле Mexican Summer.
Альбом получил положительные отзывы музыкальной критики и интернет-изданий.

## Отзывы
| Совокупная оценка | Совокупная оценка |
| Источник          | Оценка            |
| ----------------- | ----------------- |
| Metacritic        | 77/100            |
| Оценки критиков   |                   |
| Источник          | Оценка            |
| Paste             | [ 3 ]             |
| The Independent   | [ 4 ]             |

Альбом получил положительные отзывы музыкальной критики и интернет-изданий. На сайте Metacritic, который присваивает нормализованный рейтинг из 100 баллов рецензиям основных критиков, альбом получил средний балл 77 на основе 8 профессиональных рецензий, что означает «общее одобрение и благоприятные отзывы».
Редакторы AnyDecentMusic? оценили этот альбом в 6,8 балла из 10, основываясь на девяти рецензиях.
Рэйчел Раско из The Austin Chronicle дала Cosmic Wink 3,5 из 5 звёзд, написав, что «избитая тема любви не переработана, а скорее оживлена». В The Independent Ник Хастед оценил этот альбом в 4 балла из 5, написав, что «эхообразное звучание альбома позволяет добиться своего рода резонансной, гигантской близости над ритмами в основном томной стабильности». Макс Пиллей, написавший для Loud and Quiet, оценил этот релиз в 7 баллов из 10, подытожив: «Трудно представить, что многие люди из любой среды будут слушать его и не найдут ничего, чем можно было бы восхититься». Эмили Маккей из The Observer поставила Cosmic Wink 3 звезды из 5, сравнив Уильямсона с Cat Power и Нилом Янгом. Мэдисон Деслер из Paste оценил этот релиз в 8 баллов. 2 из 10, заявив, что «Уильямсон выжимает новое понимание и чувство из» песен о любви, с текстами, которые «свободны от банальности или оцепенения». Ханна Флинт из Q поставила Cosmic Wink 3 из 5 звёзд, написав, что Уильямсон нашла свой голос на этом релизе и «её мелодии бьют вас прямо в сердце».

## Список композиций
Все песни написаны Jess Williamson, кроме указанных.
1. «I See the White» (Shane Renfro и Уильямсон) — 3:24
2. «Awakening Baby» — 2:41
3. «White Bird» — 3:47
4. «Wild Rain» — 4:21
5. «Thunder Song» — 3:36
6. «Mama Proud» — 5:56
7. «Dream State» (Renfro и Уильямсон) — 4:28
8. «Forever» — 4:50
9. «Love on the Piano» (Renfro и Уильямсон) — 4:16